# Thomas Weber (Musiker)
Thomas Weber (* 1969 in Karlsruhe) ist ein deutscher Musiker, Produzent, Komponist und Gründer des Kammerflimmer Kollektiefs. Er lebt in Karlsruhe und Tanger.
Weber arbeitet hauptsächlich in akustischen und elektronischen Kontexten. Daneben realisiert er Hörspiele sowie Filmmusiken und lehrt an der Staatlichen Hochschule für Musik und Darstellende Kunst Stuttgart Jazz- und Popgeschichte.
1996 gründete Weber das Musikprojekt „Kammerflimmer Kollektief“, dessen Musik sich zwischen Klangexperimenten, Jazz, Elektronik und improvisierendem Psychedelic Rock bewegt und auf bislang zwölf Alben bei internationalen Labels veröffentlicht wurde. Daneben spielt Thomas Weber u. a. zusammen mit Dietmar Dath in der Formation „The Schwarzenbach“ und arbeitet regelmäßig für die Hörspielabteilung des Südwestrundfunks.

## Werke

### Hörspiele
- Ovale Fenster. Hörspiel von Dietmar Dath, Thomas Weber und Volker Zander. Komposition: Kammerflimmer Kollektief. SWR 2012. (Hörspiel des Monats April 2012)
- Larissa oder Sprich diesen Tod nicht aus. Hörspiel von Dietmar Dath & Thomas Weber. Regie: Iris Drögekamp und Thomas Weber. Komposition: Kammerflimmer Kollektief. SWR 2013
- Das Haus der Krankheiten. Hörspiel. Text von Unica Zürn. Realisation: Iris Drögekamp u. Thomas Weber. Musik: Kammerflimmer Kollektief. SWR 2014
- Silber gegen Ende. Mit The Schwarzenbach. Hörspiel von Heike Aumüller, Dietmar Dath, Johannes Frisch und Thomas Weber. Regie: Johannes Mayr und Thomas Weber. SRF 2014
- Die Aufzeichnungen des Malte Laurids Brigge von Rainer Maria Rilke. Regie: Iris Drögekamp. Komposition: Thomas Weber. SWR 2015
- Die Magnetin. Hörspiel von Dietmar Dath und Thomas Weber. Regie: Iris Drögekamp und Thomas Weber. Komposition: Thomas Weber, Musik: Kammerflimmer Kollektief. SWR 2015
- Wir, Bier und Tier. Kurzhörspielreihe von Eberhard Stett. Regie: Iris Drögekamp und Thomas Weber. Musik: Thomas Weber, SWR 2016
- Kamogawa Delta Intoxication. Cut-up. Realisation: Iris Drögekamp u. Thomas Weber. SWR / Goethe-Institut Kyoto 2016
- Nie mehr warten. Ein Sprech-, Sing- und Musikdrama über die beiden russischen Revolutionen von 1917 von Dietmar Dath (Text) und Thomas Weber (Musik). Regie: Iris Drögekamp und Thomas Weber. Musik: Kammerflimmer Kollektief. SWR 2017
- ein strumpf wächst durch den tisch, zusammen mit Ulf Stolterfoht. Regie: Iris Drögekamp und Thomas Weber. Musik: Kammerflimmer Kollektief. SWR 2019
- Rückkehr von Krähe, zusammen mit Ulf Stolterfoht. Regie: Iris Drögekamp und Thomas Weber. Musik: Kammerflimmer Kollektief. SWR 2021
- Der bezaubernde Herr Krähe in: Flügel zu vermieten, zusammen mit Ulf Stolterfoht. Regie: Iris Drögekamp und Thomas Weber. Musik: Kammerflimmer Kollektief. SWR 2022
- Krähe privat. Regie: Iris Drögekamp und Thomas Weber. Musik: Kammerflimmer Kollektief. SWR 2023.

### Veröffentlichungen
Mit Kammerflimmer Kollektief
- Schemen, CD/LP/DL, Karlrecords, 2023
- There are actions which we have neglected and which never cease to call us, CD/LP/DL, Bureau B, 2018
- Désarroi, CD/LP/DL, Staubgold, 2015
- Teufelskamin, CD/LP/DL, Staubgold, 2011
- Wildling, CD/LP/DL, Staubgold, 2010
- Im erwachten Garten, mit Dietmar Dath, CD/DL, Verbrecher Verlag/Implex/Staubgold, 2009
- Jinx, CD/LP/DL, Staubgold/Yacca, 2007
- Absencen, CD/LP/DL, Staubgold/Yacca, 2005
- Cicadidae, CD/LP/DL, Staubgold/Temporary Residence, 2003
- Hysteria, CD/LP/DL, Bubble Core, Quecksilber, 2001/2004
- Incommunicado, CD/DL, Temporary Residence/payola, 2000
- Mäander, CD/LP/DL, Temporary Residence/payola, 1999

Mit The Schwarzenbach
- Nicht sterben. Aufpassen., CD/DL, Staubgold, 2015
- Farnschiffe, CD/DL, ZickZack, 2012

### Musikbuch
- Manfred Rothenberger und Thomas Weber (Hrsg.):  Nico  – Wie kann die Luft so schwer sein an einem Tag an dem der Himmel so blau ist. starfruit publications, Nürnberg 2019, ISBN 978-3-922895-34-3.[1]

## Stipendien
- 2015 Residenzprogramm/Stipendium, Goethe-Institut Villa Kamogawa in Kyoto, Japan[2]
- 2020 Förderprogramm Musikfonds